# Yona Knight-Wisdom
Yona Roshen Knight-Wisdom (Leeds, 12 maggio 1995) è un tuffatore giamaicano.

## Biografia
Ha partecipato ai Campionati mondiali di nuoto di Kazan' 2015 gareggiando nei concorsi dei tuffi dal trampolino 3 metri individuale. 
Si è qualificato per i Giochi olimpici di Rio de Janeiro 2016, dopo essere aver vinto la medaglia d'argento nella Coppa del Mondo di Rio de Janeiro 2016. È stato il primo atleta maschio giamaicano della storia a competere nei concorsi dei tuffi alle olimpiadi.

## Palmarès
- Giochi panamericani

Lima 2019: argento nel trampolino 1 m.